# 井出彰
井出 彰（いで あきら、1943年 - 2022年5月8日）は、神奈川県出身の編集者、出版社経営者、エッセイスト、小説家。株式会社図書新聞代表。

## 略歴
神奈川県箱根町生まれ。早稲田大学卒業。
26歳の時に、日本読書新聞に入社。のち編集長も務める。
1973年に退社して、自身の出版社「三交社」を起こすが、10年後に倒産。図書新聞に編集長として入社し、1988年より代表も兼務。のち編集長からは退いた。
そのかたわら、エッセイや小説も発表。2004年には、小説「精進ヶ池へ」で第3回小島信夫文学賞奨励賞を受賞。
2022年5月8日午前6時30分、白血病のため自宅で死去。78歳没。

## 著書
- 里川を歩く 風濤社, 1998.3
- 監督術―それぞれのベースボール 編著 洋泉社 1992.3
- 休日、里川歩きのすすめ 平凡社, 2001.7
- 精進ヶ池へ 河出書房新社, 2006.10
- 伝説の編集者・巌浩を訪ねて 「日本読書新聞」と「伝統と現代」社会評論社 2008.11
- 地上の人々―三人のホームレス パロル舎 2011.6
- ドストエフスキーと秋山駿と―人はどこから来て、どこへ行くのか (情況新書)  秋山駿共著 世界書院 2011.10
- 書評紙と共に歩んだ五〇年 (出版人に聞く) 論創社 2012,12 - インタビュー